# Plastophora aculeipes
Plastophora aculeipes är en tvåvingeart som först beskrevs av Collin 1912.  Plastophora aculeipes ingår i släktet Plastophora och familjen puckelflugor.
Artens utbredningsområde är Seychellerna. Inga underarter finns listade i Catalogue of Life.